# Rivière Coaticook
Pour les articles homonymes, voir Coaticook.
La rivière Coaticook est un cours d'eau du Québec (Canada) dont l'embouchure est situé dans la municipalité de Waterville, dans la municipalité régionale de comté (MRC) de Coaticook, dans la région administrative de l'Estrie, sur la rive sud du fleuve Saint-Laurent.

## Toponymie
Coaticook tire son origine du mot abénaquis « koatikeku », signifiant « rivière de la terre du pin » en lien avec les nombreux pins blancs qui poussaient sur ses rives à l'époque. Dans la région environnante et la vallée du haut fleuve Connecticut, les pins blancs étaient nombreux. Les noms comme Coös, le comté de Coös en témoignent.
Le toponyme « rivière Coaticook » a été officialisé le 5 décembre 1968 à la Commission de toponymie du Québec.

## Géographie
La rivière Coaticook prend sa source au lac Norton Pond (longueur : 4,1 km ; altitude : 149 m), dans le comté d'Essex, dans l'État du Vermont au sud de la frontière canadienne. La vallée de ce lac se continue vers le sud et comprend la rivière Pherrins qui se déverse dans le lac Island Pond. Le lac Norton Pond est bordé du côté ouest par le « Holland Pond Access Area » et du côté est par « The Kingdom State Forest ».
La rivière Coaticook coule vers le nord d'abord sur 6,8 km en territoire américain, en traversant une vallée agricole et forestière. Du côté est, un chemin de fer longe la rivière, ainsi que la route 114.
Après avoir traversé une première fois la frontière canadienne, le cours de la rivière fait une boucle sur environ 340 m vers le nord-est dans la municipalité de Coaticook ; puis le cours de la rivière retourne aux États-Unis où il fait une boucle de 0,5 km dans la municipalité de Norton avant de revenir au Canada.
Après avoir traversé la frontière canadienne, la rivière Coaticook coule généralement vers le nord-ouest en passant :
- dans le hameau de « Stanhope » (faisant partie de la municipalité de Coaticook) ;
- dans le village de Dixville ;
- dans la ville de Coaticook, où elle a creusé un passage de 50 mètres de profondeur à travers la roche depuis plusieurs milliers d'années ;
- à l'ouest du village de Compton ;
- dans le village de Waterville.

La rivière Coaticook se déverse sur la rive sud de la rivière Massawippi à 5,9 km kilomètres en amont de la confluence de la rivière aux Saumons et à 8,8 km en amont de la confluence de la rivière Massawippi qui se déverse dans la rivière Saint-François.

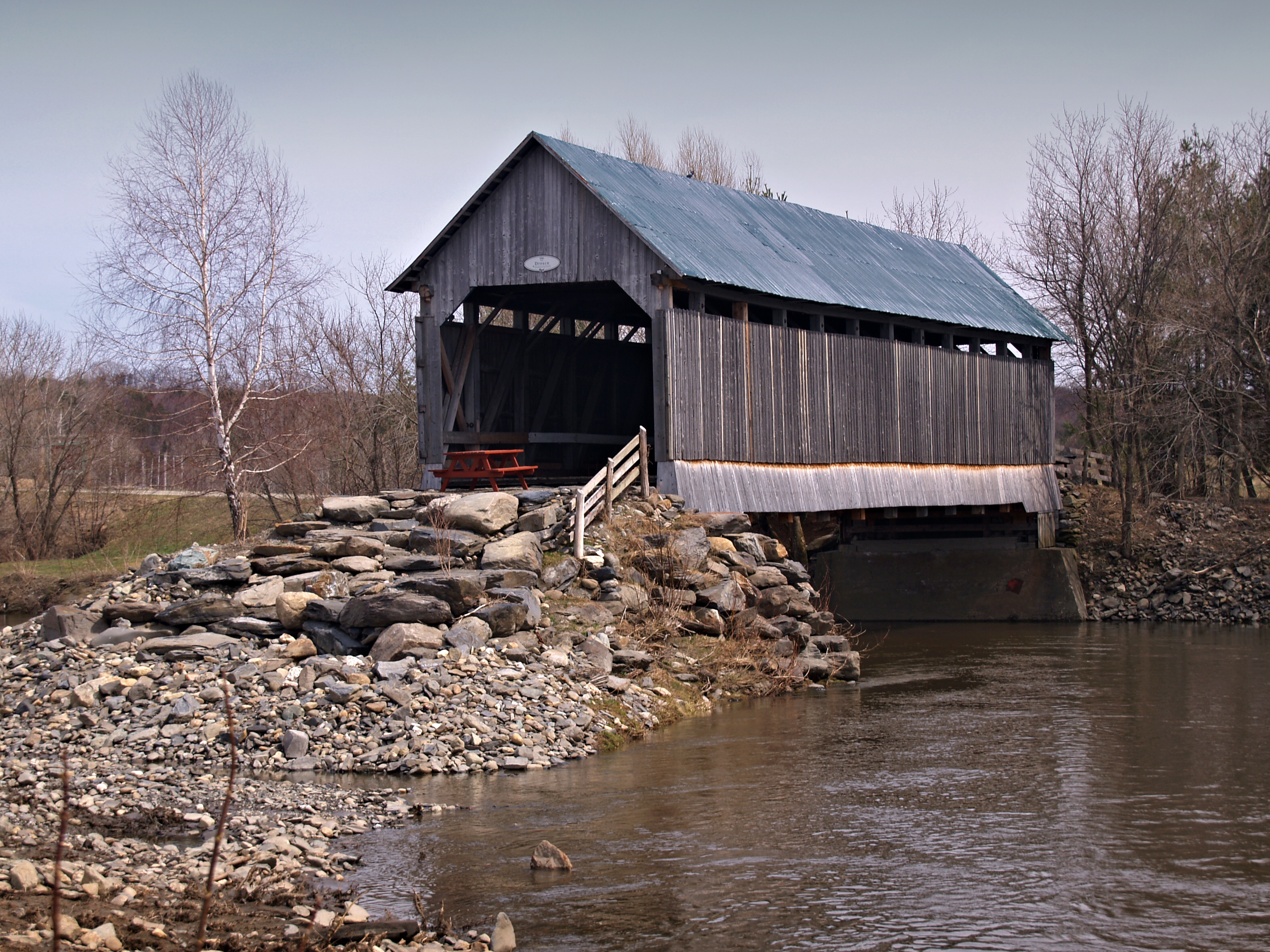
Pont Drouin
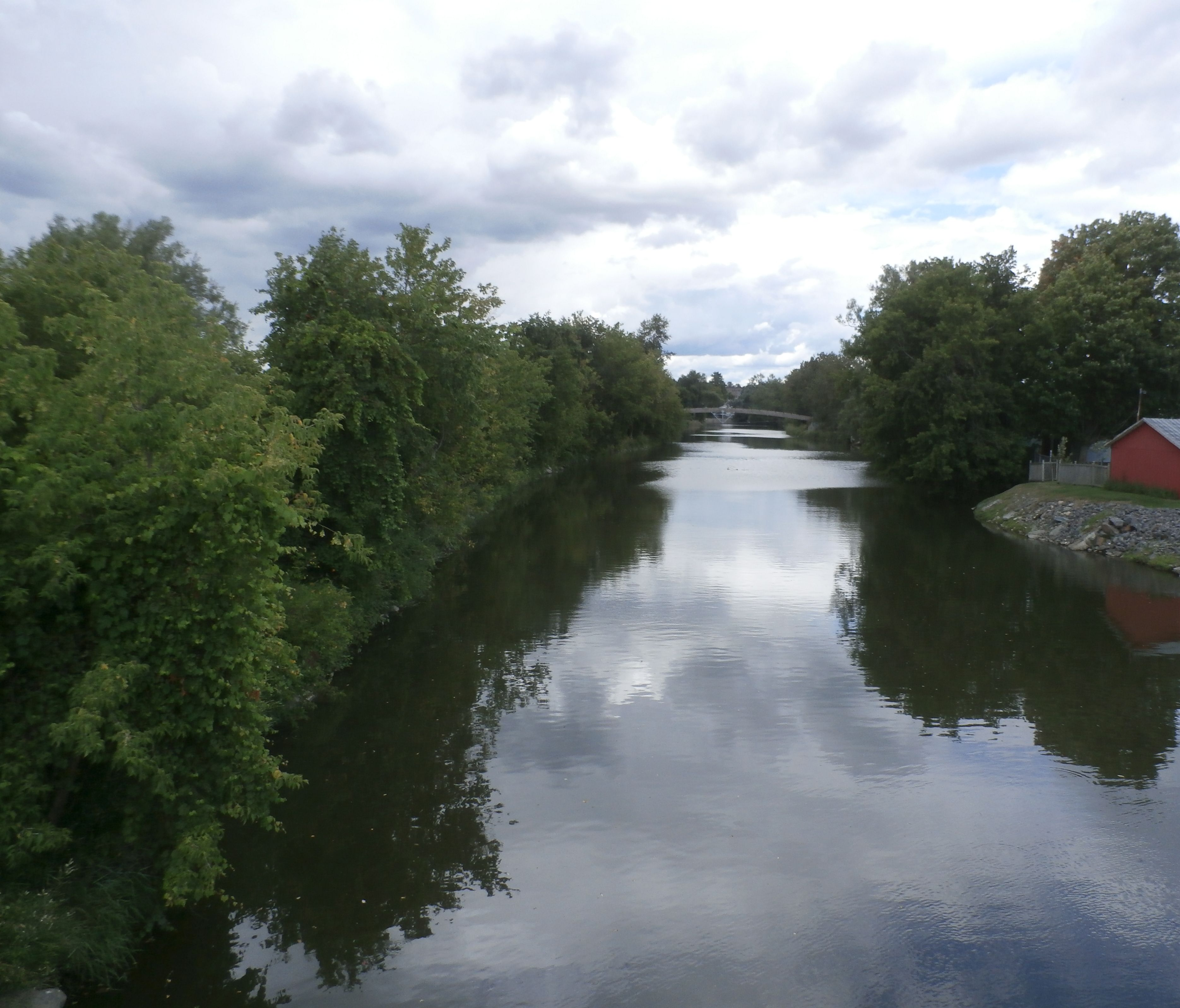
Rivière Coaticook en aval du pont Georges-Vaillancourt près du centre-ville.
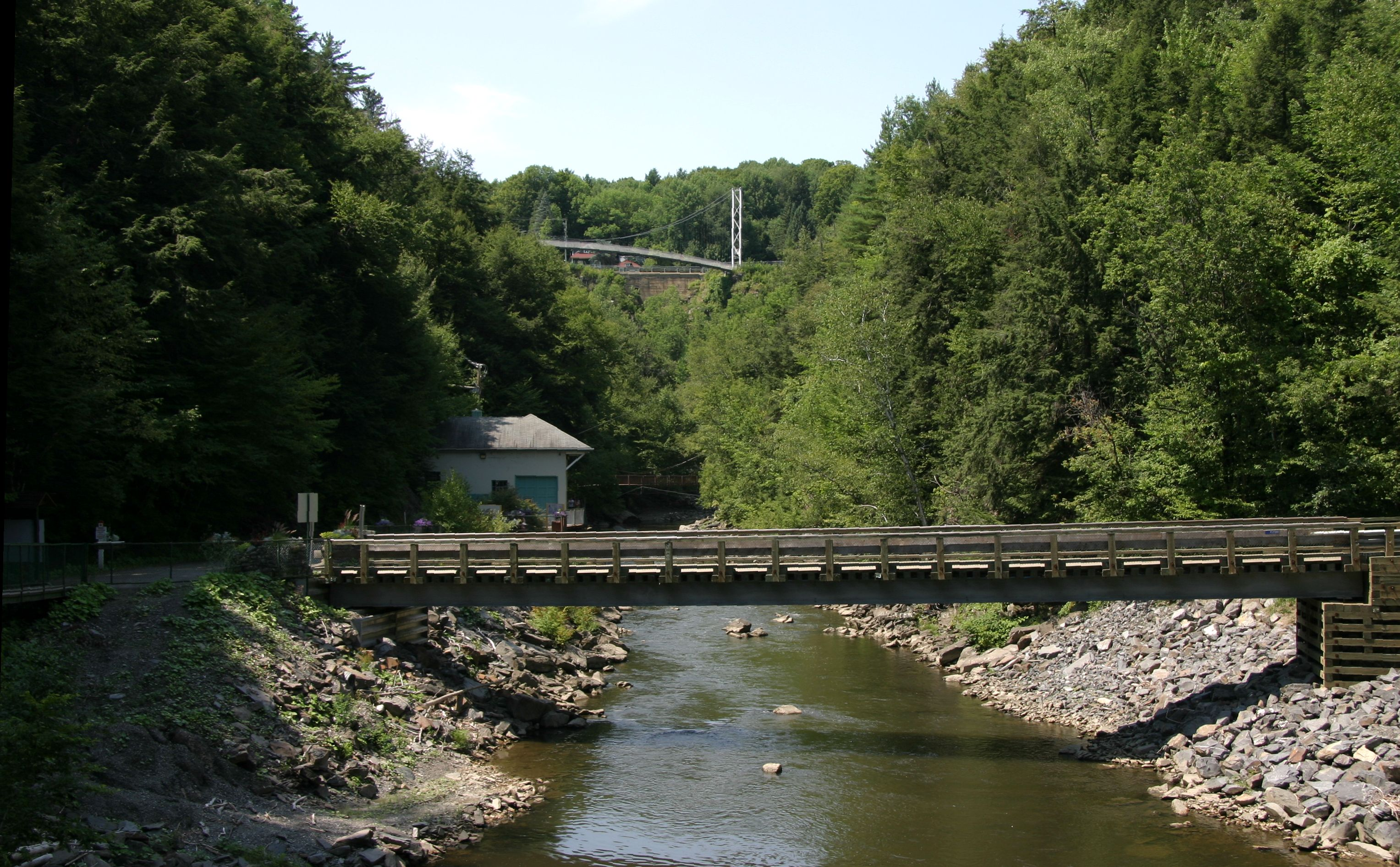
Ponts sur la rivière Coaticook
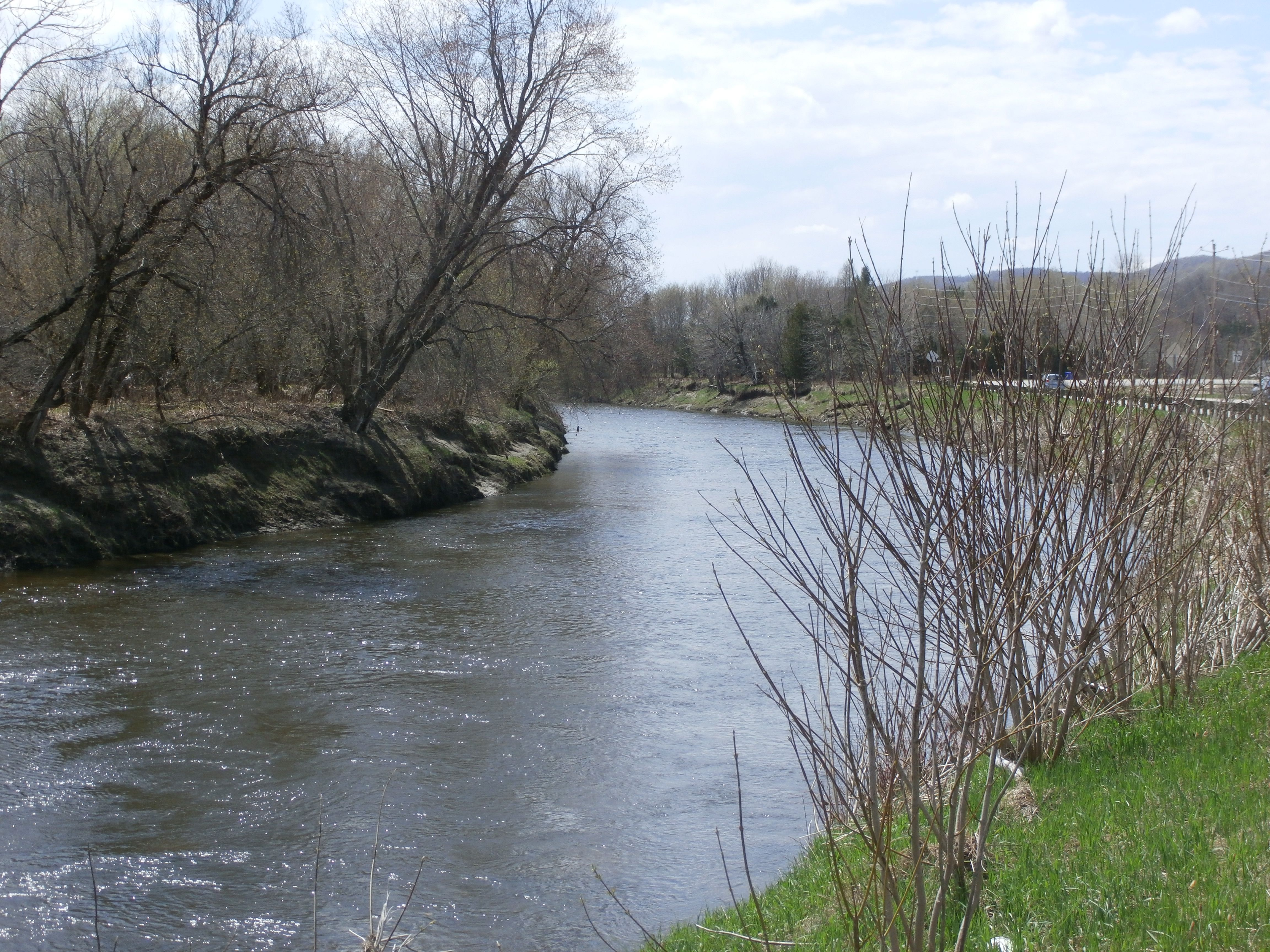
Rivière Coaticook le long du chemin de Capelton (route 108).